# Ligne de La Ciotat-gare à La Ciotat-ville
La ligne de La Ciotat-gare à La Ciotat-ville est une ancienne ligne de chemin de fer reliant la gare PLM/SNCF de La Ciotat à la ville et au port de La Ciotat. Ouverte en 1887, elle a été abandonnée en 1985. Elle était gérée avant 1913 par une société privée, et depuis 1913 par une régie départementale, et n'a jamais fait partie du réseau ferré national.

## Histoire
La ligne reliant Marseille à Toulon est mise en service en 1859 par la compagnie des chemins de fer de Paris à Lyon et à la Méditerranée (PLM), nouvellement créée. Mais la gare de La Ciotat est située à l'écart du centre-ville. Un service d'omnibus est d'abord mis en place entre la gare et la ville. Puis le projet d'une liaison ferroviaire est avancé, en vue de transporter voyageurs et matériaux vers la ville et le port. Un itinéraire est concédé le 23 mai 1883. C'est la Compagnie des chemins de fer régionaux des Bouches-du-Rhône, créée en 1886, qui la réalise courant 1887. L'inauguration a lieu le 10 décembre 1887, pour un parcours limité à la pointe du Bérouard. 
En 1913, le Conseil général des Bouches-du-Rhône vote le rachat du réseau des chemins de fer départementaux, miné par les difficultés et des conflits sociaux. La ligne de La Ciotat est désormais gérée par une régie départementale.
En 1917, la ligne est prolongée jusqu'au sein des chantiers navals, en longeant le Port-Vieux, ce qui porte sa longueur à 5 kilomètres.
En 1935 la ligne est électrifiée (alors que la ligne SNCF Marseille – Toulon ne le sera qu'en 1965).
En 1955 la desserte voyageurs est abandonnée et l'électrification supprimée. Le trafic marchandises, maintenu, sera supprimé à son tour en 1985 peu avant la fermeture des chantiers navals. La ligne est alors abandonnée.

Image de la ligne à La Ciotat
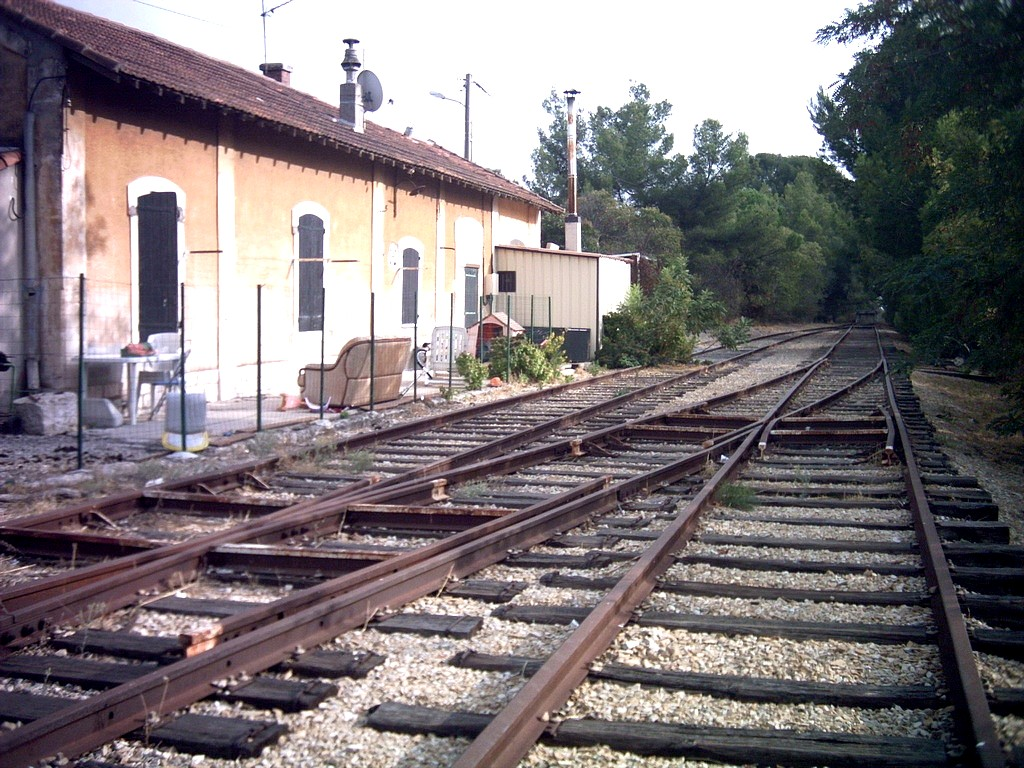
La plateforme de la gare (2007).
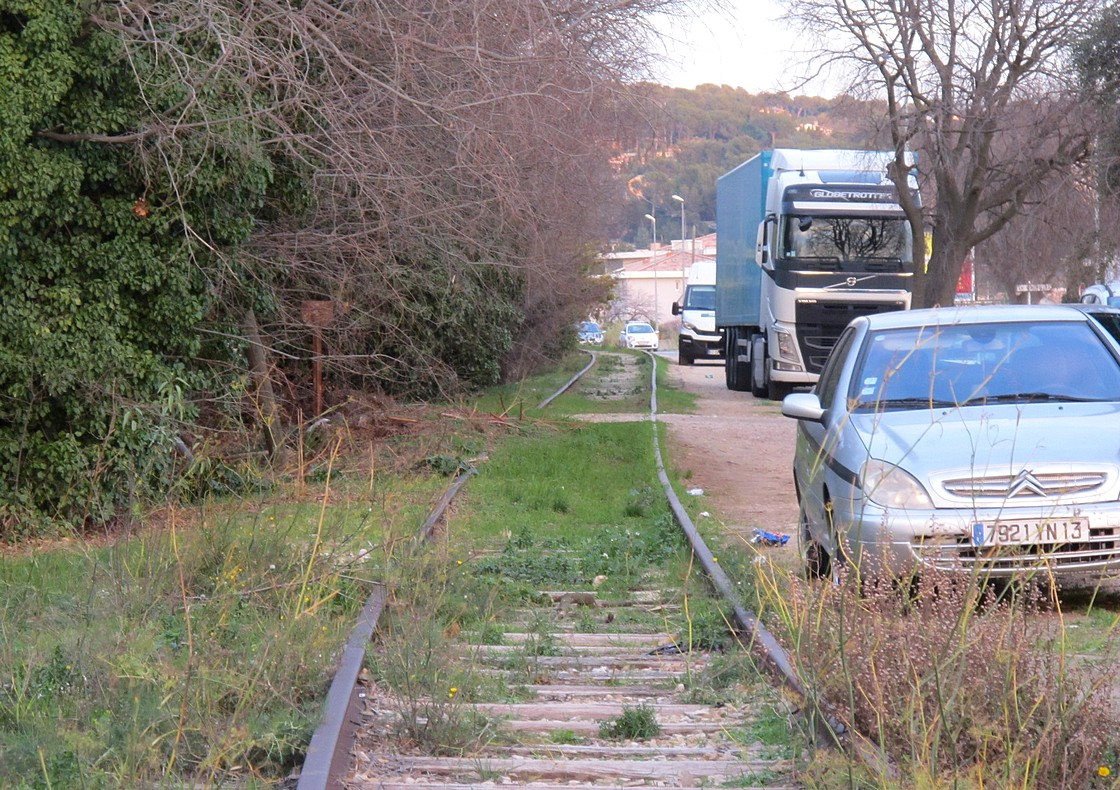
La voie, avenue Guillaume Dulac (2018).

## Caractéristiques

### Tracé et équipement

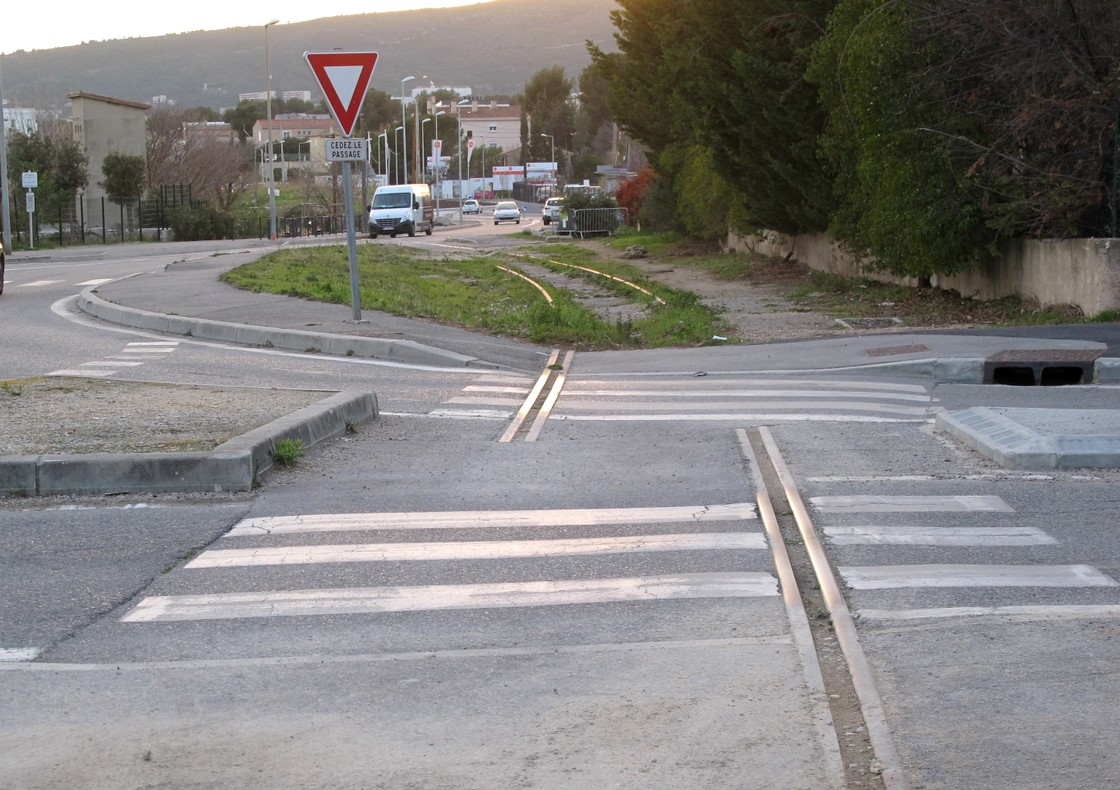
La ligne à l'approche du franchissement de l'avenue Guillaume-Dulac, en 2018.

La gare tête de ligne comportait deux voies qui se rejoignaient en fond de gare avant le butoir et en sortie de gare avant l'entrée dans la tranchée du tunnel. Une voie de raccordement décrochait en sortie de gare et se raccordait à la voie paire de la ligne PLM en amont de la gare PLM/SNCF. Son usage nécessitait un rebroussement en gare.
Dès la sortie de la gare, la ligne était à voie unique, sauf à la hauteur de la halle marchandises, où se trouvaient deux voies de débord, dont une raccordée à la rotonde voisine.
La plateforme était pour l'essentiel construite directement au sol, sans remblai ni déblai, sauf pour le franchissement de trois mamelons, l'un en tunnel, les deux autres en tranchées. Les voies urbaines rencontrées étaient franchies à niveau, sauf l'avenue Subilia, tracée dans une légère dépression (le « Vallat de Roubaud ») et franchie en viaduc. 
La voie était équipée de rails Vignole (à section « en champignon ») de 25 kg/ml, sauf pour les franchissements de voies publiques et la partie terminale sur chaussée, où ils étaient remplacés par des rails Broca (rails « à gorge ») intégrés dans la chaussée (voir photo).

### Ouvrages d'art

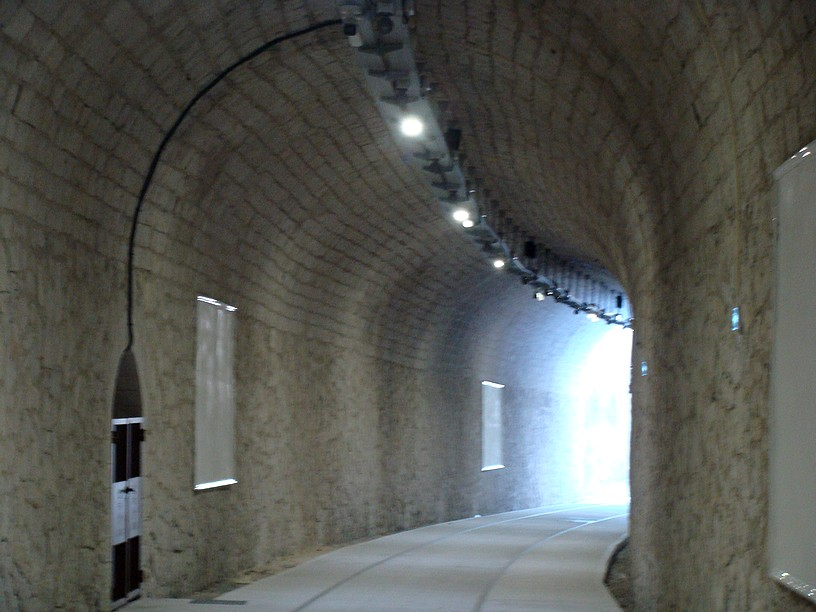
le tunnel

- Tunnel du Peyregoua, entièrement en maçonnerie (flancs, voûte en arc de plein cintre), en courbe, 164 mètres de long (restauré pour passage de la voie douce)
- Deux ponts supérieurs en maçonnerie, en arcs, portant des voies secondaires au-dessus de deux sections en tranchées : chemin de Valtendre et traverse des Cabots (préservés, en service)
- Viaduc de l'avenue Subilia, à deux arches, en maçonnerie (remplacé par un pont à structure métallique légère porté par les culées et la pile centrale de l'ancien viaduc)

### Gares et haltes
- La gare tête de ligne est un bâtiment bas situé face à la gare PLM/SNCF et parallèlement à elle, laissant une cour entre elles. Après sa désaffectation, elle a servi de kiosque, ensuite abandonné. Elle est toujours présente. Détruite en 2022 lors de l'aménagement du parking.
- La gare de Ceyreste est une maison à étage avec appentis. En 2021, la commune de La Ciotat, propriétaire, la rénove. Bar-restaurant en 2022.
- La halte du Vallat de Roubaud et la halle à marchandises sont de simples aubettes munis d'un auvent côté quai. Aujourd'hui simples curiosités.
- Le château d'eau et la rotonde, situés de part et d'autre de la ligne près de la halle marchandises, sont intacts.